# 2-я улица Бухвостова
2-я улица Бухвостова — улица в Москве (ВАО, Преображенское).

## История наименования
2-я Петровская улица была переименована во 2-ю улицу Бухвостова 7 июля 1922 года. Происхождение названия то же, что и 1-й улицы Бухвостова.

## Расположение
2-я улица Бухвостова пролегает от Потешной улицы до 1-й улицы Бухвостова.

## Примечательные здания и сооружения
По 2-й улице Бухвостова 13 жилых домов и организаций

### По нечётной стороне
- № 1 — ВДОАМ, Студия Подарка, ТД Всё на свете.
- № 7к1 — Транспортная компания Глобус-логистик, Газель перевозки ТК Груз.

### По чётной стороне
- № 2с3 — РульАвто, ПКФ ТехКомплект, ВипТорг.
- № 6 — Школа № 1254 с углублённым изучением Информатики, здание 2; Лицей № 1502.